# Paraguayische Fußballnationalmannschaft (U-17-Junioren)
Die paraguayische U-17-Fußballnationalmannschaft ist eine Auswahlmannschaft paraguayischer Fußballspieler. Sie unterliegt der Asociación Paraguaya de Fútbol und repräsentiert sie international auf U-17-Ebene, etwa in Freundschaftsspielen gegen die Auswahlmannschaften anderer nationaler Verbände, bei U-17-Südamerikameisterschaft und U-17-Weltmeisterschaften.
1999 wurde die Mannschaft Vize-Südamerikameister, 2001 erreichte sie den dritten Platz.
Bei Weltmeisterschaften erreichte sie 1999 das Viertelfinale, das sie jedoch gegen Brasilien verlor. 2001 schied sie trotz zweier Siege gegen Mali und Iran in der Vorrunde aus.

## Teilnahme an U-17-Weltmeisterschaften
(Bis 1989 U-16-Weltmeisterschaft)
| 1985 | nicht qualifiziert |
| 1987 | nicht qualifiziert |
| 1989 | nicht qualifiziert |
| 1991 | nicht qualifiziert |
| 1993 | nicht qualifiziert |
| 1995 | nicht qualifiziert |
| 1997 | nicht qualifiziert |
| 1999 | Viertelfinale      |
| 2001 | Vorrunde           |
| 2003 | nicht qualifiziert |
| 2005 | nicht qualifiziert |
| 2007 | nicht qualifiziert |
| 2009 | nicht qualifiziert |
| 2011 | nicht qualifiziert |
| 2013 | nicht qualifiziert |
| 2015 | Vorrunde           |
| 2017 | Achtelfinale       |
| 2019 | Viertelfinale      |
| 2023 | nicht qualifiziert |

## Teilnahme an U-17-Südamerikameisterschaft
(Bis 1988 U-16-Südamerikameisterschaft)
| 1985 | nicht teilgenommen |
| 1986 | Vorrunde           |
| 1988 | 4. Platz           |
| 1991 | Vorrunde           |
| 1993 | 4. Platz           |
| 1995 | Vorrunde           |
| 1997 | 4. Platz           |
| 1999 | 2. Platz           |
| 2001 | 3. Platz           |
| 2003 | Vorrunde           |
| 2005 | Vorrunde           |
| 2007 | Vorrunde           |
| 2009 | Vorrunde           |
| 2011 | 6. Platz           |
| 2013 | Vorrunde           |
| 2015 | 4. Platz           |
| 2017 | 3. Platz           |
| 2019 | 3. Platz           |
| 2023 | 5. Platz           |